# 科莱雷
科莱雷（義大利語：Colere），是意大利贝加莫省的一个市镇。总面积18平方公里，人口1145人，人口密度63.6人/平方公里（2009年）。国家统计（ISTAT）代码为016078。